# Luci Vari Cotila
Luci Vari Cotila (en llatí Lucius Varius Cotyla) va ser un dels amics íntims i company de Marc Antoni, encara que Ciceró diu que Marc Antoni el va fer assotar en públic pels seus esclaus en dues ocasions durant un banquet.
Va ser probablement edil curul el 44 aC, ja que l'any següent se l'anomena persona amb rang edilici.
L'any 43 aC, quan Marc Antoni assetjava Mutina, va enviar a Cotila a Roma per proposar els termes de la pau amb el senat. Després que Antoni fos derrotat a Mutina i hagués reunit un altre exèrcit a la Gàl·lia, va encarregar a Cotila el comandament de l'exèrcit que va deixar en aquell territori. Amb la major part de les forces, Marc Antoni va creuar els Alps cap a Itàlia a finals del 43 aC. Plutarc l'anomena Luci Vari Cotiló (Lucius Varius Cotylo).